# Julio Haron Ygarza
Julio Haron Ygarza es un político venezolano y actual diputado a la Asamblea Nacional por el partido Un Nuevo Tiempo.

## Carrera
Ygarza es licenciado en relaciones industriales y gerencia en recursos humanos. Fue elegido como diputado a la Asamblea Nacional para el periodo 2011-2015 por el estado Amazonas. Según un reportaje del diario Tal Cual, en octubre de 2011 figuró entre los pocos parlamentarios con asistencia completa en la Asamblea Nacional. En 2012 exigió ante la Comisión Permanente de Finanzas de la Asamblea Nacional la aprobación de recursos para el pago de aguinaldos de los trabajadores de Amazonas.
En 2014 integró la Comisión de Enlace y Seguimiento para el Diálogo de la Mesa de la Unidad Democrática (MUD), bajo la coordinación del subsecretario ejecutivo de la alianza opositora, Ramón José Medina. La comisión también estuvo conformada por los diputados Edgar Zambrano, Delsa Solórzano, Francisco García y Miguel Pizarro.
Ygarza fue reelecto en las elecciones parlamentarias de 2015 en representación del mismo estado, para el periodo 2016-2021 por la coalición opositora de la Mesa de la Unidad Democrática. El 5 de enero de 2016 se le desincorporó (junto a Nirma Guarulla y Romel Guzamana, diputados electos por el estado Amazonas) del Parlamento como medida de la oposición para que el Tribunal Supremo de Justicia declarase el cese del supuesto desacato en el hemiciclo. Tiempo después volvieron a reincorporarse en vista de que no hubo un pronunciamiento firme. Perteneció a la Comisión Permanente de Ciencia, Tecnología e Innovación del Parlamento.
El caso de su desincorporación fue remitido por la Comisión Interamericana de Derechos Humanos a la Corte Interamericana de Derechos Humanos en 2024.